# Кредмаш (стадіон)
«Кредмаш» — футбольний стадіон у Кременчуці. Знаходиться у центрі Кременчука. Головний вхід з вул. Покровська.

## Опис
Огорожа, спортивні приміщення і споруди залишилися незмінними з 60-70-х років. Центральний вхід знаходиться в глибині кварталу (з 1971 року).

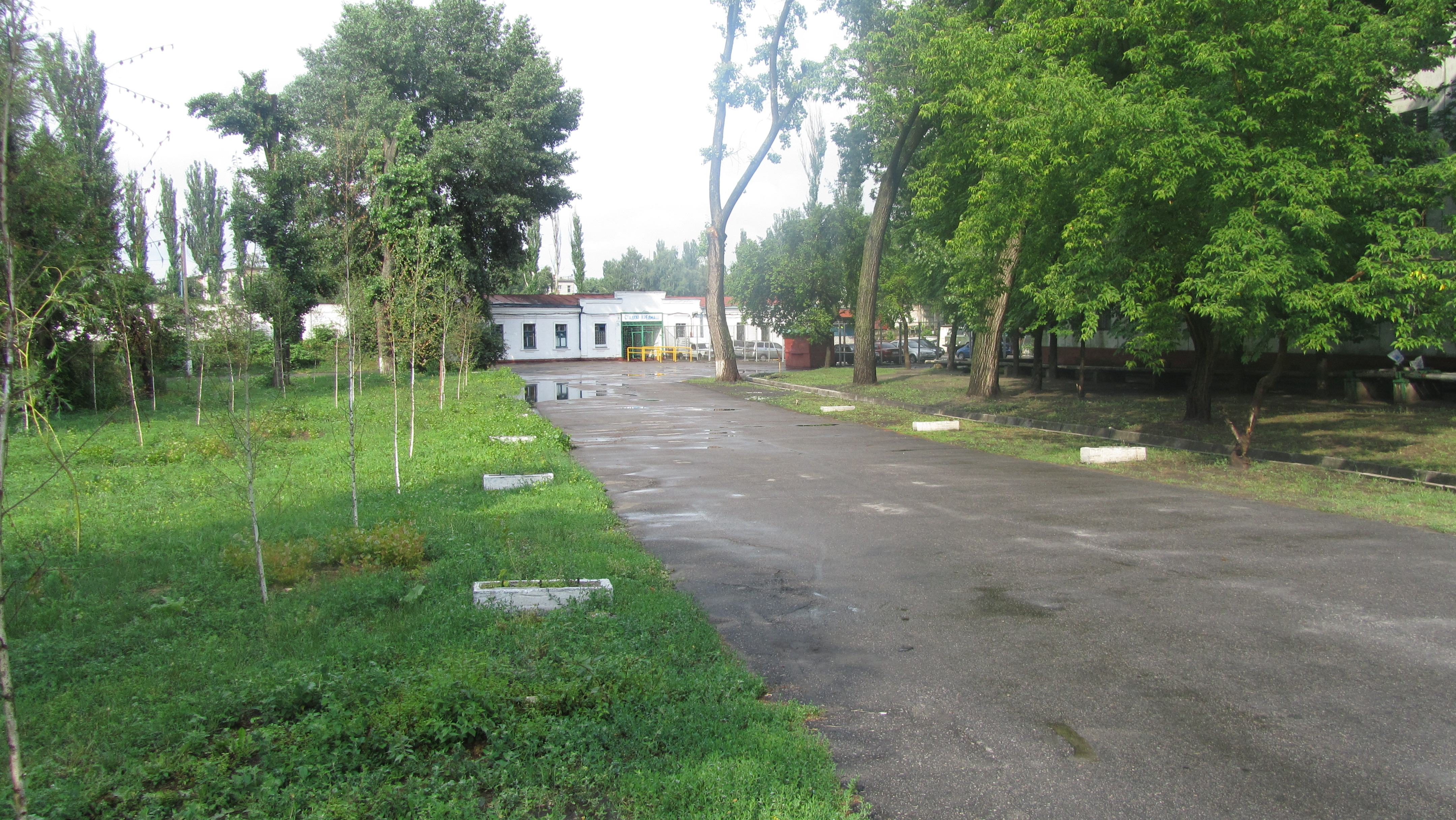
Алея з вул. Покровська до центрального входу

Стадіон заводу «Кредмаш» знаходиться в самому центрі Кременчука на вулиці Покровська.
У центрі стадіону — футбольне поле, оточене біговими доріжками, навколо розташовані глядацькі трибуни. Ліворуч від футбольного поля — недобудований баскетбольний майданчик, з протилежного боку — господарська споруда. В основній будівлі стадіону з центральним входом в спортивному залі, де раніше тренувалися борці і штангісти, встановили тренажери і там надаються платні послуги. В другому крилі з іншого боку від входу: роздягальня, душові, тренерська і кабінет адміністрації.
Зараз стадіон належить ВАТ «Кредмаш». Відповідальний за роботу на стадіоні майстер спортивних споруд. Цю посаду обіймає Василь Павлович Леміщенко. Крім майстра, на стадіоні працюють декілька робітників.

## Історія
Наприкінці XVIII століття тут закінчувалося старе місто, а поруч було озеро. В середині XIX ст. на березі озера будується Покровська церква, і окраїнна вулиця отримує назву Покровської. З часом озеро перетворюється на болото. На вулиці селився в основному бідний люд.
Після становлення Радянської влади в 1925—1927 рр. болото осушується і засипається, а на його місці влаштовується стадіон, який отримав назву ім. Першого травня.

### Міський стадіон
Відкриття міського стадіону відбулося 2 травня 1928 р.. Вхід до нього був там само, де й тепер, але починався з вулиці Театральної (сучасна Покровська). Стадіон знаходився між цирком і приватними житловими будинками.
Незадовго до війни стадіону дали назву «Динамо».
Під час нацистської окупації міський стадіон був повністю зруйнований, разом з огорожею. Залишилося лише футбольне поле.
В 1947 році на заводі «Дормаш» (зараз ВАТ "Кредмаш") з'явилася футбольна команда «Рот фронт», яка на початку 50-х років минулого століття успішно виступала на міських і обласних змаганнях.
В 1949 році тодішній голова виконкому Кременчуцької міськради Гаврилов К. А. звертається з клопотанням до Ради Міністрів України про необхідність відбудови міського стадіону в Кременчуці. Проект плану відбудови міста Кременчука на 1950—1955 роки передбачав асигнування на відбудову міського стадіону в сумі 2 млн. 400 тис. карбованців. В тому ж 1949 році укладається угода з Київським проектним інститутом «Діпроміст» на реконструкцію стадіону в Кременчуці. Загальна сума передбачуваних угодою робіт становила 85 879 карбованців.
Фінансування на відбудову стадіону так і не відбулося.

### Спортивне товариство «Спартак»
Керівництво добровільного спортивного товариства «Спартак» виходить з клопотанням до міськвиконкому про передачу йому цього стадіону, що й було зроблено на початку 1950-х років. Змінюється й назва стадіону «Динамо» — на «Спартак».
У кінці 50-х — на початку — 60-х років біля входу на стадіон збудували дерев'яне робоче приміщення і кімнату для голови товариства. Поруч із ним, праворуч від входу, побудували стаціонарний боксерський ринг, а ліворуч від входу обладнали спортивні майданчики — 2 баскетбольних і 2 волейбольних. Директором стадіону був Микола Іванович Линенко.
У 1955 році завод «Дормаш» бере участь у прокладанні до стадіону водогону. Перед боксерським рингом був споруджений невеликий фонтанчик, з питною водою. На стадіоні тренувалася заводська футбольна команда і проводилися заводські змагання.

### Кредмаш

#### 1960-ті
Керівництво міста вирішило передати міський стадіон «Спартак» на баланс заводу шляхових машин. 6 квітня 1960 року, на підставі Рішення Полтавського облвиконкому за № 192 від 26.03.1960 року, виконком міської Ради депутатів трудящих Кременчука передає стадіон заводу шляхових машин ім. Сталіна (зараз Кредмаш).
У вищеназваних документах стадіон називався внутрішньоквартальним майданчиком без права постійної огорожі. Назва «спортивний майданчик» була обумовлена тим, що знаходився він в середині кварталу № 497—504 по вулиці Театральній (нині вул. Покровська), призначеного під житлову забудову для заселення працюючими на заводі шляхових машин ім. Сталіна. При цьому влада зобов'язує завод, у особі його директора тов. Палія, повернути Добровільному спортивному товариству «Спартак» 201 тис. крб., витрачених ним на будівництво спортивного майданчика.
Директором стадіону залишився М. І. Линенко. Після М. І. Линенка директорами стадіону працювали: Олександр Глушко, Микола Бабенко, Іван Головко.
Реконструкція заводського стадіону йшла поетапно і розтяглася на 10 років. В 1960 році на стадіоні будують господарське приміщення, упорядковують футбольне поле, викладають бігові доріжки. Пізніше роблять трибуни для глядачів на 6 тис. чоловік, радіорубку.
Тоді ж (у 1960 році) стадіону дали нову назву «Дніпро» оскільки у 1960 команда «Дніпро-1» стала переможцем і володарем Кубку першості Полтавської області, а також чемпіоном обласної Ради ДСТ «Авангард» з футболу.
Коли почалася забудова кварталу житловими п'ятиповерхівками, частину території стадіону забрали: прибрали волейбольні і баскетбольні майданчики ліворуч від входу, знесли дерев'яне побутове приміщення і стаціонарний боксерський ринг праворуч від входу. Стадіон перенесено вглиб від вулиці. Була проведена провели реконструкція території, яка залишилася.

#### 1970-ті
У 1970 році до стадіону підводять тепломережі. В 1971 р. добудовують одноповерхову будівлю з трьох блочних кімнат і аркою посередині для центрального входу. Одну половину приміщення обладнали під борцівський зал і для занять зі штангою; в другій — розташували адміністративне приміщення, роздягальню, душові, тренерську кімнату. І в тому ж 1971 році завод встановив навколо стадіону огорожу із залізобетонних плит. За межами огорожі стадіону, з протилежної від центрального входу сторони, залишилося запасне футбольне поле, територію якого теж забудували п'ятиповерховими житловими будинками. Тоді ж облаштували і новий волейбольний майданчик із зовнішнього боку огорожі, праворуч від входу до стадіону.
На стадіоні увесь рік проводилися змагання. Влітку — з легкої атлетики, волейболу та баскетболу. В зимовий період заливалася ковзанка. Постійно діяв прокат ковзанів, і навіть було приміщення для їх заточування. Окремо заливався майданчик для тренувань з хокею з м'ячем та шайбою.

#### За часів Незалежності
В 1992 році, на виконання наказу № 175 від 02.03.92 р., на «Кредмаші» створюють культурно-спортивний комплекс (КСК) при Палаці культури заводу, в якому об'єднують культурну і спортивну роботу. Колектив фізкультури, як окрему структурну одиницю, скасовують. Директора Палацу культури призначають одночасно і головою КСК, а її заступником — голову колишнього колективу фізкультури.
Останнім директором стадіону був І. І. Головко. В 1992 році, коли створили культурно-спортивний комплекс і об'єднали культуру і спорт, скоротили частину співробітників — і одиницю директора стадіону теж. Залишили майстра по спортивних спорудах, він є відповідальним за роботу на стадіоні. Цю посаду зараз обіймає Василь Павлович Леміщенко. Крім майстра, на стадіоні залишили декількох робітників.
У 2000 році культурно-спортивний комплекс відокремлюють, як самостійний підрозділ без юридичних прав.
Волейбольний майданчик праворуч від центрального входу, із зовнішнього боку огорожі, відібрали під автостоянку. Пізніше були неодноразові спроби відібрати і другий — баскетбольний, розташований вже безпосередньо на території стадіону.
22 січня 2011 року директор ВАТ «Кредмаш» Микола Даниленко заявив про продаж стадіону через причини, пов'язані з подорожчанням орендної плати за землю.

## Галерея

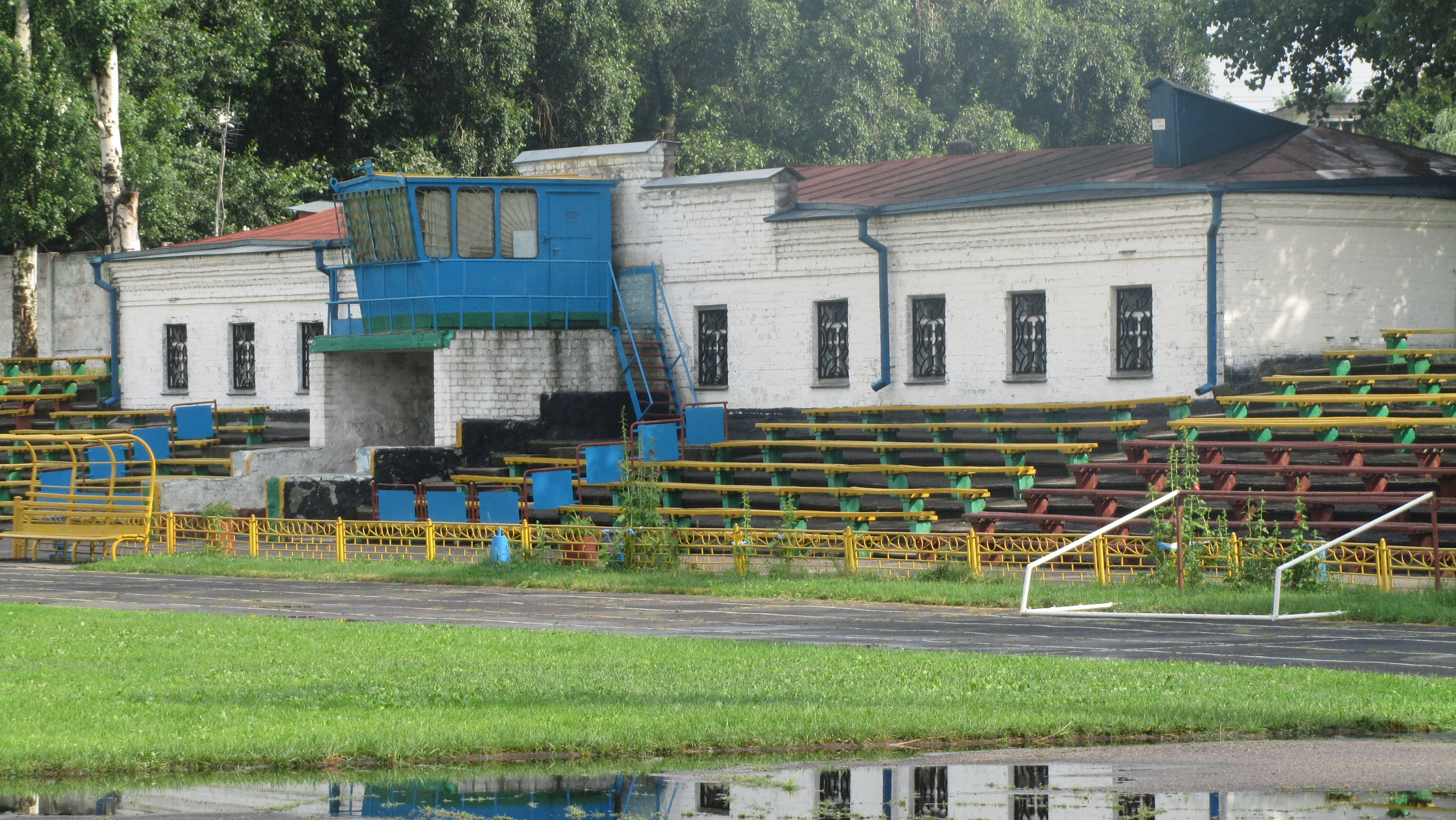
Адміністративна будівля стадіону
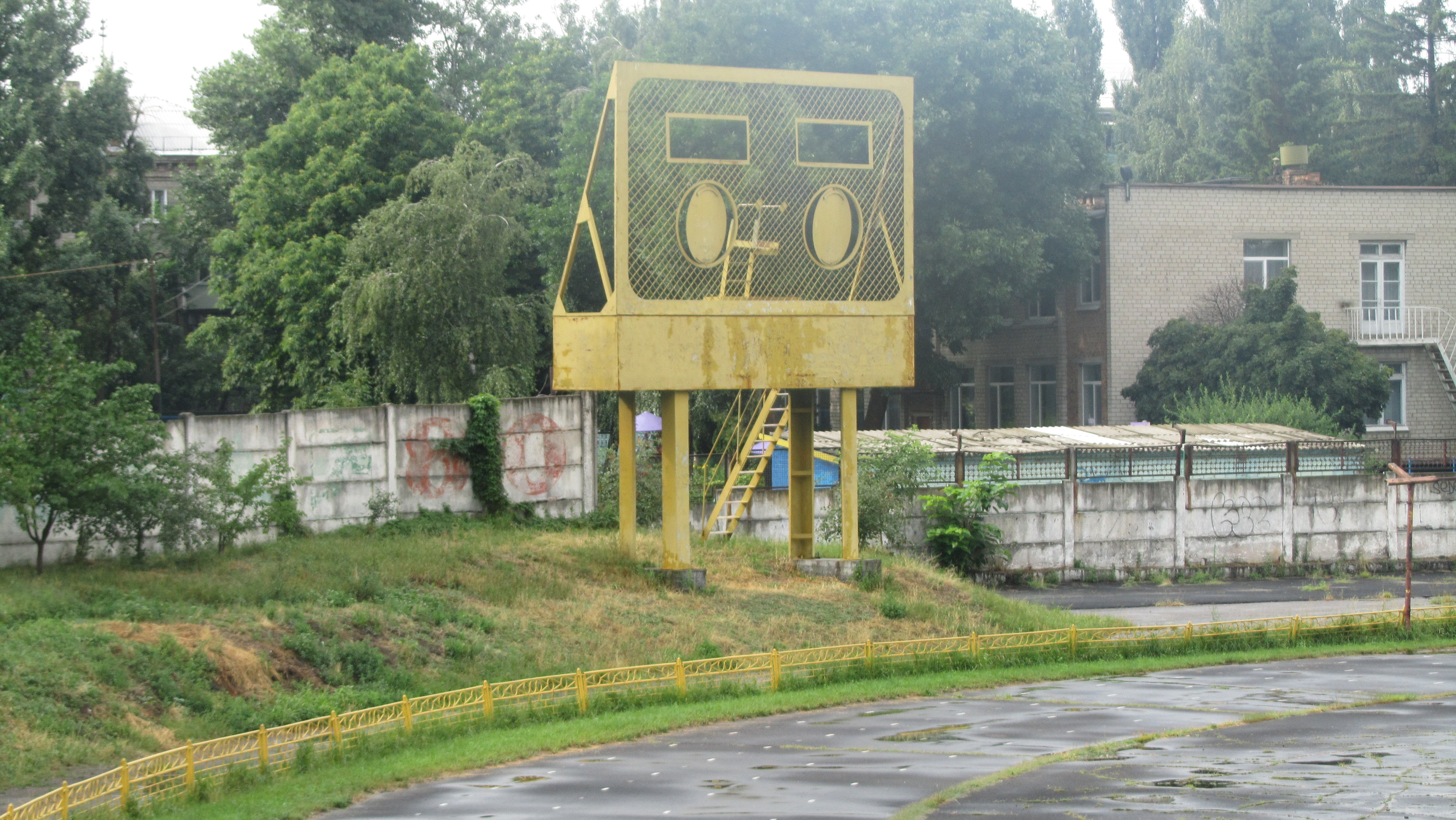
Табло
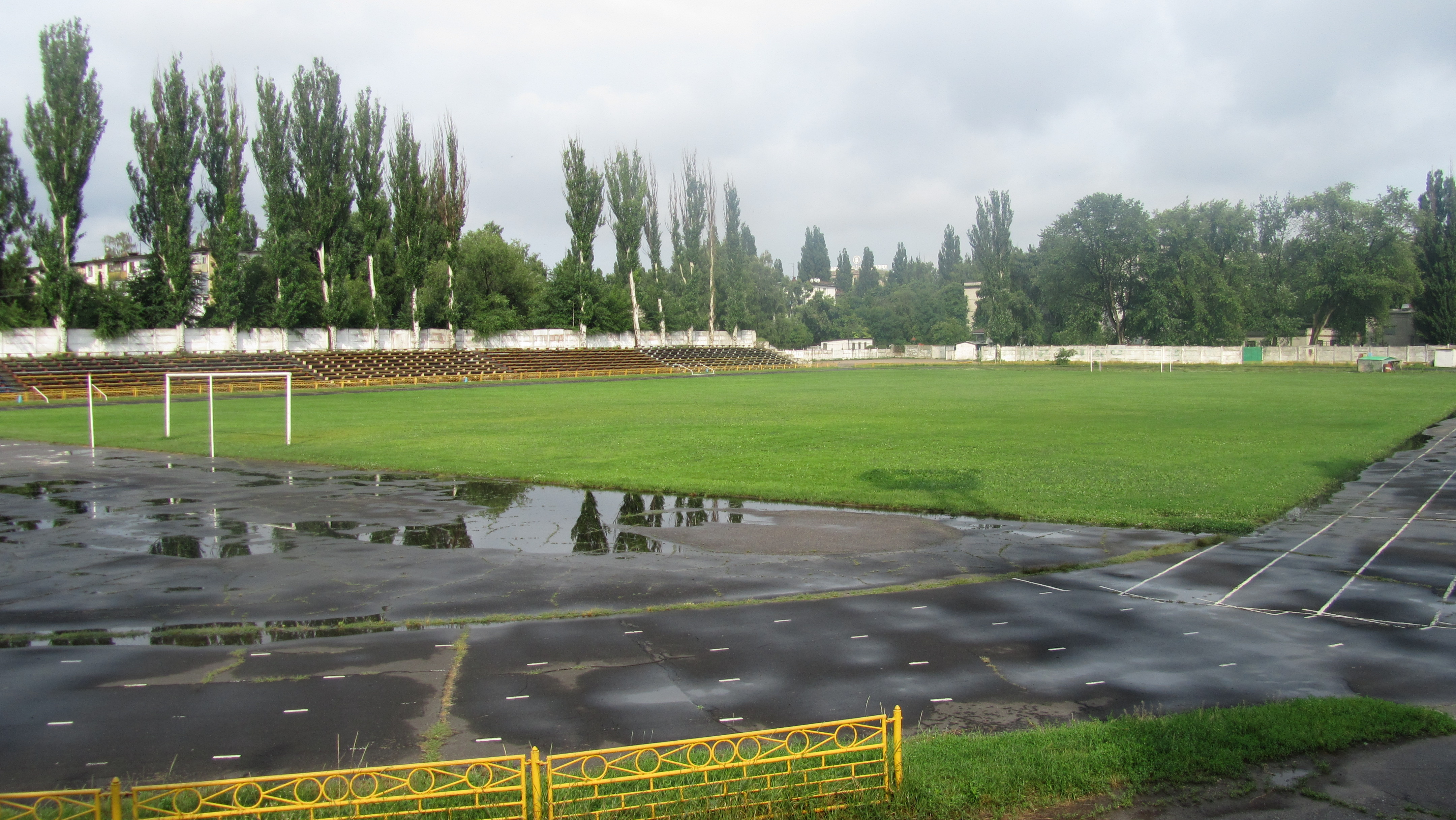
Поле стадіону